# Апија С. 7 (Беневенто)
Апија С. 7 је насеље у Италији у округу Беневенто, региону Кампанија.
Према процени из 2011. у насељу је живело 28 становника. Насеље се налази на надморској висини од 355 м.